# Ante mortem
Der Begriff ante mortem (lateinisch für „vor dem Tod“) wird oft in der Kriminologie und Rechtsmedizin benutzt. Er beschreibt beispielsweise Verletzungen, welche dem Opfer vor seinem Tod zugefügt wurden, die aber gesondert von den zum Tode führenden Verletzungen zu betrachten sind. Das Gegenteil ist post mortem.
In der Medizin wird auch intra vitam (während des Lebens) verwendet.